# Кубики Коса
Кубики Коса (англ. Kohs Block Design Test) — специальная методика для диагностирования наглядно-действенного интеллекта, иными словами — невербальный тест интеллекта; разработана американским психологом Сэмуэлем Косом в 1920 году.

## Принцип работы
Оригинальный вариант тестирования Коса состоит из 16 равных по своему размеру кубиков красно-белого и желто-синего цвета. В каждом наборе для тестирования имеется также 17 карточек с узорами, упорядоченных по уровню сложности. Испытуемому предлагается сложить кубики таким образом, чтобы рисунок на верхней поверхности кубиков в точности соответствовал узору на карточке.
Задания следуют в порядке возрастающей трудности, это обеспечивается последовательностью выполнения таких условий:
1. построение фигуры возможно только из одноцветных сторон кубиков;
2. для построения следует использовать несколько двухцветных граней;
3. фигуру можно сложить только из двухцветных сторон или из сочетания двухцветных и одноцветных;
4. образец повёрнут на 45° (стоит на ребре);
5. для составления фигур необходимо использовать с каждым разом все большее количество кубиков;
6. образцы постепенно становятся менее симметричными;
7. увеличивается количество цветов на образце;
8. образец не ограничивается рамкой, поэтому на краях сливается с фоном.

Образцы-рисунки предъявляются испытуемому в определённой очередности, тестирование прекращается после пятого неудачного решения. Тест имеет детскую и взрослую формы и позволяет работать с людьми в возрасте от 5 до 75 лет.

## Оценка успешности
Самым важным показателем успешности является время решения каждого отдельного задания. Производится фиксирование количества всех попыток при выполнении. Первичные оценки по результатам выполнения заданий переводятся в показатель умственного возраста. В настоящее время наиболее распространена оценка с переводом в IQ-показатели.

## Ценность тестирования
Ценность теста определяется особенностями деятельности каждого отдельного испытуемого, деятельность эта, в свою очередь, моделируется специальными заданиями. Испытуемый начинает выполнение задания с анализа образца путём сопоставления фрагментов образца с гранями кубиков. После этого происходит генерализация выделяемого признака. Вслед за этим осуществляется переход к синтезу — выявление соответствия между образцом и собранной испытуемым из кубиков фигурой. По мнению самого К. Коса, в ходе решения заданий задействуются все мыслительные процессы.

## Области применения
Наиболее широкое применение кубики Коса находят в клинической психодиагностике. По данным Л. Кошча (1976), тест весьма полезен при работе с такими испытуемыми, как творческие личности с достаточно высоким уровнем способностей и, с другой стороны, умственно отсталыми лицами; сюда также можно включить детей с минимальной мозговой дисфункцией, нарушением концентрации внимания, нарушением пространственной ориентировки; детей, страдающих неврозами; детей с задержкой психического развития, педагогически запущенных; больных юношеского и зрелого возраста, страдающих шизофренией.

## Назначение методики
Выполнение заданий теста требует проявления комплекса качеств восприятия, моторики, зрительно-моторной координации, пространственных представлений и эвристических способностей. Такая комплексная природа заданий позволяет оценить способность к выполнению основных мыслительных операций сравнение, анализ, синтез, получить интегральную характеристику практического, наглядно-действенного мышления, выявить уровень развития невербального интеллекта.

## Практическое применение
Данный тест является уникальным инструментом, позволяющим оценить интеллектуальный потенциал человека вне зависимости от имеющегося уровня образования. Кроме того, результаты теста указывают на уровень развития практического, наглядно-действенного мышления и невербального интеллекта.
Тест широко применяется в профессиональном отборе для оценки интеллектуальных предпосылок технических способностей, в образовании для выявления интеллектуальных возможностей обучения, в медицине для диагностики ряда нейропсихологических и психопатологических симптомов.